# Prîdorojnie, Novomîkolaiivka
Prîdorojnie (în ucraineană Придорожнє) este un sat în așezarea urbană Ternuvate din raionul Novomîkolaiivka, regiunea Zaporijjea, Ucraina.

## Demografie
Componența lingvistică a localității Prîdorojnie
     Ucraineană (98%)
Conform recensământului din 2001, majoritatea populației localității Prîdorojnie era vorbitoare de ucraineană (98%), existând în minoritate și vorbitori de alte limbi.